# Eunidia trifasciata
Eunidia trifasciata là một loài bọ cánh cứng trong họ Cerambycidae.